# 陈德金
陈德金（1965年5月—），彝族，云南易门人，中华人民共和国政治人物，现任云南省广播电视局副局长，曾任德宏傣族景颇族自治州副州长、中共芒市委书记等职。

## 生平
1984年9月，陈德金进入云南大学历史系本科学习，1988年9月攻读历史系硕士研究生，1991年7月毕业。先后于中共云南省委讲师团、云南省委对外宣传办公室、省委宣传部等机关部门工作，2007年12月任云南省精神文明建设指导委员会办公室专职副主任（副厅级）。2010年12月调至地方，担任中共德宏州委常委、宣传部部长，2011年5月任德宏州人民政府副州长。2013年3月出任中共德宏州委常委、芒市委书记。2016年5月调回昆明，任云南省新闻出版广电局副局长。2018年10月，成立云南省广播电视局，陈德金任副局长。